# Fabio Carbone

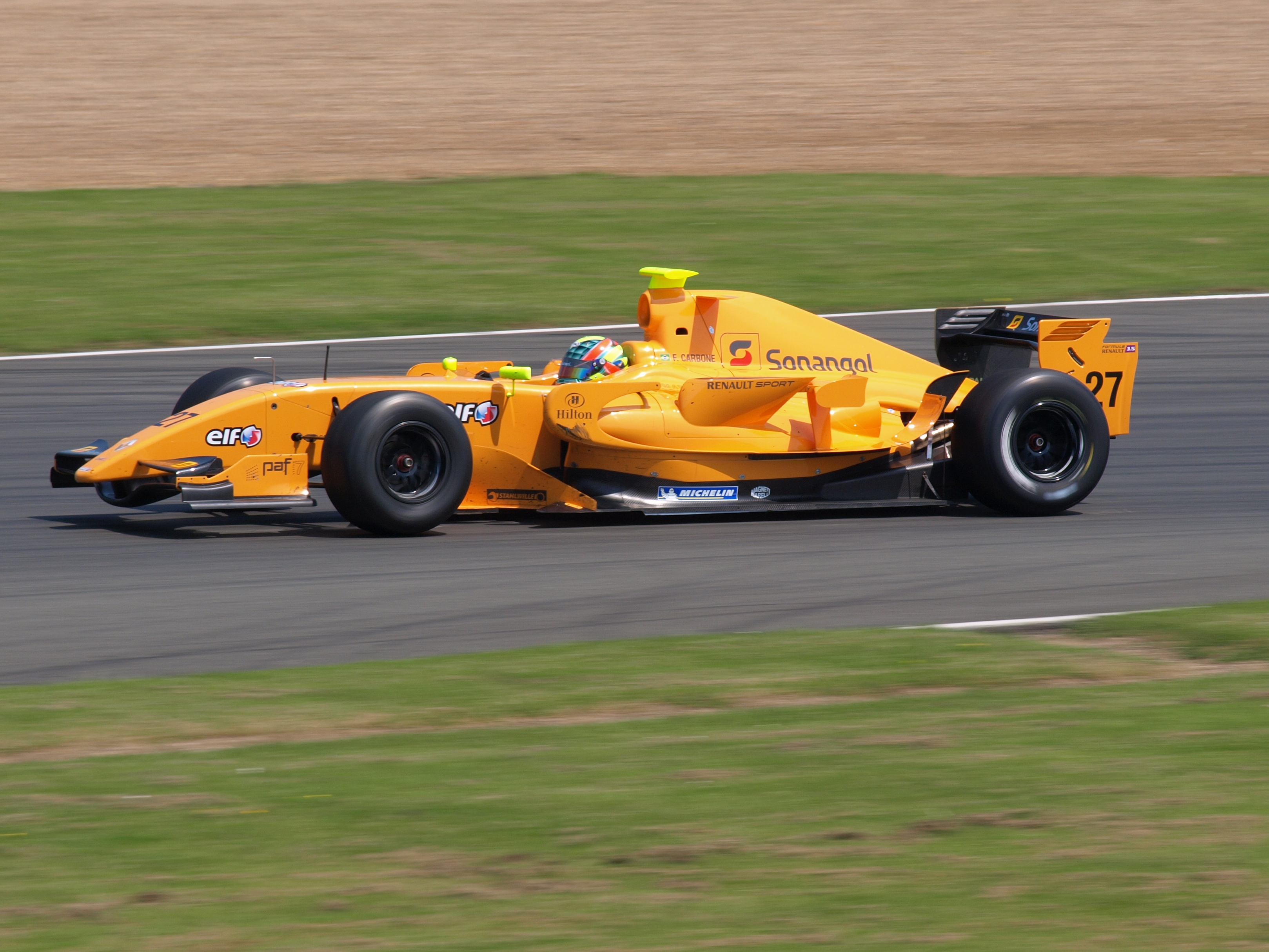
Fabio Carbone på Silverstone Circuit i Formula Renault 3.5 Series 2008.

Fabio Carbone, född den 4 september 1980, är en brasiliansk racerförare.

## Racingkarriär
Carbone blev brasiliansk kartingmästare 1995 och har därefter kört i flera kategorier, bland annat Formel 3, där han vann F3 Masters 2002 och blev fyra i F3 Euroseries 2003. Carbone körde i Formula Renault 3.5 Series med viss framgång 2008.